# نيت جارنر
نيت جارنر (بالإنجليزية: Nate Garner)‏ هو لاعب كرة قدم أمريكية أمريكي، ولد في 18 يناير 1985 في El Sobrante, Contra Costa County, California ‏ في الولايات المتحدة.

## وصلات خارجية
- نيت جارنر على موقع مرجع كرة القدم المحترفة.كوم (الإنجليزية)